# Bình Thuận
Bình Thuận ist eine Provinz (tỉnh) im Süden Vietnams. Sie gehört zur Südlichen Küstenregion, wird aber häufig auch zur Südostregion gezählt.
An die Provinz grenzt im Norden Lâm Đồng, im Süden das Südchinesische Meer, im Osten Ninh Thuận sowie im Westen Đồng Nai und Bà Rịa-Vũng Tàu.

## Bezirke
Binh Thuan gliedert sich in 10 Bezirke:
- 8 Landkreise (huyện): Bắc Bình, Đức Linh, Hàm Thuận Bắc, Hàm Thuận Nam, Hàm Tân, Tánh Linh, Tuy Phong sowie der Inselbezirk (huyện đảo) Phú Quý
- 1 Stadt auf Bezirksebene (thị xã): La Gi
- 1 Provinzstadt (Thành phố trực thuộc tỉnh): Phan Thiết (Hauptstadt)